# Победа (фильм, 2024)
«Победа» (итал. Gloria!) — художественный фильм итальянского режиссёра Маргериты Викарио совместного производства Италии и Швейцарии с Галатеей Беллуджи и Карлоттой Гамба в главных ролях. Его премьера состоялась в феврале 2024 года в рамках основной программы 74-го Берлинского международного кинофестиваля.

## Сюжет
Действие фильма происходит в Венеции в 1800 году. Главная героиня — девушка по имени Тереза, которая открывает в себе талант композитора.

## В ролях
- Галатея Беллуджи — Тереза
- Карлотта Гамба

## Премьера и восприятие
Премьера картины состоялась в феврале 2024 года на 74-м Берлинском международном кинофестивале. «Победа» была включена в основную программу, но осталась без наград.